# Dysderina silvatica
Dysderina silvatica är en spindelart som beskrevs av Arthur M. Chickering 1951. Dysderina silvatica ingår i släktet Dysderina och familjen dansspindlar.
Artens utbredningsområde är Panama. Inga underarter finns listade i Catalogue of Life.